# محمد أل
محمد أل (بالتركية: Mehmet Al)‏ (11 يوليو 1983 بإزمير في تركيا - ) هو لاعب كرة قدم تركي في مركز الهجوم. شارك مع منتخب تركيا تحت 17 سنة لكرة القدم ومنتخب تركيا تحت 20 سنة لكرة القدم ومنتخب تركيا تحت 21 سنة لكرة القدم. أما مع النوادي، فقد لعب مع أوردو سبور وإسكيشهرسبور وبورصا سبور وتشايكور ريزه سبور وقيصري إيرسيسبور ومعمورة العزيز سبور وKartal S.K. ‏ ومينمين سبور وAydınspor 1923 ‏ وبالق أسير سبور.

## وصلات خارجية
- محمد أل على موقع اتحاد تركيا (لاعب) (الإنجليزية)
- محمد أل على موقع قاعدة بيانات كرة القدم.إي يو (الإنجليزية)
- محمد أل على موقع عالم كرة القدم.نت (الإنجليزية)